# 우성고등학교
우성고등학교(宇成高等學校)는 대한민국 경기도 의왕시 고천동에 위치한 사립 고등학교이다.

## 학교 연혁
- 1983년 4월 27일 : 학교법인 성지학원 설립 인가, 설립자 류지연 이사장 취임
- 1983년 12월 26일 : 우성고등학교 12학급 인가
- 1984년 3월 1일 : 초대 이병도 교장 취임
- 1984년 3월 3일 : 우성고등학교 개교(4학급 240명 입학)
- 1986년 11월 30일 : 창의관 준공(특별실 10실)
- 1990년 2월 28일 : 성지관 준공(4층 8실)
- 1995년 4월 7일 : 제2대 행정학 박사 류국현 이사장 취임
- 1999년 12월 21일 : 성취관 완공
- 2003년 3월 3일 : 벽춘관(강당 및 체육관) 준공
- 2006년 6월 22일 : 합리관(도서관 및 학생 종합 복지관) 준공
- 2010년 8월 16일 : 기숙사 준공-밀레니엄 챌린저스 홀(우성학사)
- 2021년 3월 1일 : 이석배 제6대 교장 취임
- 2024년 1월 5일 : 제38회 졸업식 (졸업생 258명, 누계 16,412명)
- 2024년 3월 4일 : 2024학년도 신입생 271명 (남학생 136명, 여학생 135명)

## 참고 자료
- 우성고등학교 - 한국교육학술정보원 학교알리미